# Хэлтон, Чарльз
Чарльз Хэ́лтон, или Хо́лтон (англ. Charles Halton; 16 марта 1876, Вашингтон — 16 апреля 1959, Лос-Анджелес, Калифорния) — американский характерный актёр театра и кино. За 28 лет кинокарьеры снялся в примерно двух сотнях фильмов и сериалов.

## Биография
Чарльз Хэлтон родился 16 марта 1876 года в Вашингтоне (США). Учился в Нью-йоркской академии драматических искусств. В 1901 году впервые появился на Бродвее — в фарсе «Вы масон?», и на протяжении почти полувека сыграл в примерно 35 бродвейских постановках. В 1917 и 1919 годах сыграл в пяти фильмах, но полноценную кинокарьеру начал в 1930 году, переехав в Голливуд, и за 28 лет снялся в примерно 180 кинофильмах и двух десятках телесериалов. Был актёром второго плана, примерно в трети случаев продюсеры не сочли нужным упоминать его в титрах.
Актёрский образ — редкие волосы, очки без оправы, суровое лицо и официозные манеры. Наиболее частые роли — коррумпированный мэр, назойливый сосед, суровый правительственный бюрократ, пронырливый адвокат; но в любой из этих ролей персонажи Хэлтона пытаются изгнать «аморальные элементы» из города, лишить права выкупа сиротский приют, выселить бедную вдову и её детей из квартиры или совершить другие подлые поступки, которые обычно оправдываются коронной фразой «…Мне очень жаль, но это моя работа».
Последнюю роль Хэлтон исполнил в фильме 1958 года «Тайна средней школы» — актёру было 82 года.
Чарльз Хэлтон скончался 16 апреля 1959 года в Лос-Анджелесе от гепатита.
Личная жизнь
Жена — Лела Милдред Койл, не имела отношения к кинематографу. Брак был заключён 8 августа 1944 года (Хэлтону было 68 лет) и продолжался почти 15 лет до самой смерти актёра в 1959 году.

## Избранная фильмография

### Широкий экран
В титрах указан
- 1919 — ? / The Climbers — Джордан
- 1931 — Любовь и честь[англ.] / Honor Among Lovers — Уилкс
- 1936 — Приди и владей / Come and Get It — мистер Хьюитт
- 1936 — Больше, чем секретарь[англ.] / More Than a Secretary — мистер Кросби
- 1936 — Золотоискатели 1937-го[англ.] / Gold Diggers of 1937 — доктор Белл
- 1937 — Чёрный легион / Black Legion — Осгуд, хозяин аптеки
- 1937 — Украденный праздник[англ.] / Stolen Holiday — Марсель Ле Гранде, мэр
- 1937 — Готовы, желаем и в состоянии[англ.] / Ready, Willing, and Able — Брокмен
- 1937 — Выбери звезду[англ.] / Pick a Star — мистер Клаухаймер
- 1938 — Исправительный дом[англ.] / Penitentiary — Леонард Нетлфорд
- 1938 — Украденные небеса[англ.] / Stolen Heaven — Фридрих Полесье
- 1938 — Святой в Нью-Йорке / The Saint in New York — Винсент Нэйтер
- 1938 — Обслуживание[англ.] / Room Service — доктор Гласс
- 1939 — Джесси Джеймс[англ.] / Jesse James — Хейвуд
- 1939 — Я из Миссури / I'm from Missouri — Генри Коуч
- 1939 — Додж-Сити / Dodge City — адвокат
- 1939 — Автострада Индианаполиса[англ.] / Indianapolis Speedway — мэр
- 1939 — Чарли Чан на Острове сокровищ / Charlie Chan at Treasure Island — Редли
- 1940 — Магазинчик за углом / The Shop Around the Corner — детектив
- 1940 — Магическая пуля доктора Эрлиха[англ.] / Dr. Ehrlich's Magic Bullet — Сенсенбреннер
- 1940 — Доктор Циклоп / Dr. Cyclops — доктор Руперт Булфинч, биолог
- 1940 — Упряжка из двадцати мулов[англ.] / 20 Mule Team — Генри Адамс
- 1940 — Лиллиан Расселл[англ.] / Lillian Russell — доктор Доббинс
- 1940 — Незнакомец на третьем этаже / Stranger on the Third Floor — Альберт Менг
- 1940 — Иностранный корреспондент / Foreign Correspondent — Брэдли
- 1940 — Молодые люди[англ.] / Young People — Moderator[6]
- 1940 — Человек с Запада / The Westerner — Морт Борроу
- 1940 — Жизнь репортёра[англ.] / Behind the News — Нил Сондерс
- 1940 — Буксирщица Энни снова в пути[англ.] / Tugboat Annie Sails Again — Алек Северн
- 1941 — Мистер и миссис Смит / Mr. & Mrs. Smith — мистер Дивер, окружной чиновник из Айдахо
- 1941 — Табачная дорога / Tobacco Road — мэр[7]
- 1941 — Улыбающийся призрак[англ.] / The Smiling Ghost — Эймс Бентли
- 1941 — Посмотрите, кто смеётся[англ.] / Look Who's Laughing — Сэм Кудахи
- 1941 — Тело исчезает[англ.] / The Body Disappears — профессор Моггс
- 1941 — Гарри Пулэм, эсквайр[англ.] / H. M. Pulham, Esq. — Уолтер Кауфман
- 1942 — Капитаны облаков[англ.] / Captains of the Clouds — суперинтендант Нолан
- 1942 — Быть или не быть / To Be or Not to Be — Ян Добош, театральный продюсер
- 1942 — Негодяи / The Spoilers — Джонатан Стюв
- 1942 — В старой Калифорнии[англ.] / In Old California — мистер Хэйс
- 1942 — Каждую минуту рождается человек[англ.] / There's One Born Every Minute — Трамбулл
- 1942 — Через океан / Across the Pacific — А. В. Смит
- 1944 — Вступайте в ряды армии[англ.] / Up in Arms — доктор Роджер Б. Фрейхайзен
- 1944 — Выдача нормированной провизии[англ.] / Rationing — Эзра Уикс
- 1944 — Адрес неизвестен[англ.] / Address Unknown — «цензурное ничтожество»[8]
- 1944 — Вильсон / Wilson — «Полковник Хаус»
- 1944 — Тени в ночи / Shadows in the Night — Док Стейси
- 1944 — Враг женщин[англ.] / Enemy of Women — дядюшка Хьюго, радиоведущий
- 1945 — Рапсодия в голубых тонах[англ.] / Rhapsody in Blue — мистер Каст
- 1945 — Мама любит папу[англ.] / Mama Loves Papa — Эплби
- 1945 — Она поехала на скачки[англ.] / She Went to the Races — доктор Кольер
- 1946 — Из-за него[англ.] / Because of Him — мистер Данлэп
- 1946 — Лучшие годы нашей жизни / The Best Years of Our Lives — Прю
- 1948 — Три крёстных отца / 3 Godfathers — Оливер Лэтэм
- 1952 — Сестра Керри / Carrie — бригадир завода

В титрах не указан
- 1930 — Смех / Laughter — Уинслоу, секретарь
- 1933 — Шторм на рассвете[англ.] / Storm at Daybreak — селянин
- 1933 — Его двойная жизнь[англ.] / His Double Life — репортёр, разговаривающий по телефону
- 1934 — Двадцать миллионов возлюбленных[англ.] / Twenty Million Sweethearts — оператор звуковых эффектов
- 1937 — Дорога назад[англ.] / The Road Back — дядюшка Рудольф
- 1937 — Тупик / Dead End — Уайти
- 1937 — Пленник Зенды / The Prisoner of Zenda — офицер паспортного контроля
- 1938 — Золото там, где ищешь[англ.] / Gold Is Where You Find It — Тёрнер
- 1938 — Восьмая жена Синей Бороды / Bluebeard's Eighth Wife — месье де ла Косте
- 1938 — Сумасшедшая мисс Ментон[англ.] / The Mad Miss Manton — Попси, адвокат
- 1938 — Человек, которого нужно помнить[англ.] / A Man to Remember — Клайд Перкинс, атторней
- 1938 — Девушка с нижнего этажа[англ.] / The Girl Downstairs — посол Каровии
- 1939 — Нэнси Дрю — репортёр[англ.] / Nancy Drew… Reporter — Уитни
- 1939 — Молодой мистер Линкольн / Young Mr. Lincoln — Хоторн
- 1939 — Леди из тропиков[англ.] / Lady of the Tropics — управляющий компании по производству резины
- 1939 — Пыль будет моей судьбой / Dust Be My Destiny — владелец ломбарда
- 1939 — Горбун из Нотр-Дама / The Hunchback of Notre Dame — книгопечатник
- 1939 — Река Суони[англ.] / Swanee River — Понд
- 1940 — Вирджиния-Сити / Virginia City — Рэлстон, банкир
- 1940 — Человек с девятью жизнями[англ.] / The Man with Nine Lives — доктор в первом ряду в финальной сцене
- 1940 — Они ехали ночью / They Drive by Night — Фарнсуорт
- 1940 — Счастливые партнёры[англ.] / Lucky Partners — официальный представитель торговой палаты
- 1940 — Я люблю тебя снова[англ.] / I Love You Again — мистер Леонард Харкспур-старший
- 1940 — Малышка Нелли Келли[англ.] / Little Nellie Kelly — судья
- 1941 — Белокурое вдохновение[англ.] / Blonde Inspiration — мистер Пэкер
- 1941 — Один шаг в раю[англ.] / One Foot in Heaven — Хэскинс
- 1941 — Три девушки в городе[англ.] / Three Girls About Town — Док, коронер
- 1942 — Так хочет леди / The Lady Is Willing — доктор Джонс
- 1942 — Диверсант / Saboteur — шериф
- 1942 — Моя сестра Эйлин[англ.] / My Sister Eileen — мистер Хокинс, газетный редактор
- 1943 — Жучки[англ.] / Jitterbugs — Сэмюэл Л. Касс
- 1943 — Плоть и фантазия[англ.] / Flesh and Fantasy — хозяин магазина масок
- 1943 — Правительство девушек[англ.] / Government Girl — Уилкинс
- 1944 — Это случилось завтра / It Happened Tomorrow — доктор
- 1944 — Тонкий человек едет домой[англ.] / The Thin Man Goes Home — Р. Т. Тэтам
- 1945 — Дерево растёт в Бруклине / A Tree Grows in Brooklyn — мистер Баркер
- 1946 — Три девочки в синем[англ.] / Three Little Girls in Blue — Хоскинс, адвокат
- 1946 — Сестра Кенни[англ.] / Sister Kenny — мистер Смит
- 1946 — Эта замечательная жизнь / It's a Wonderful Life — Картер, банковский эксперт[англ.]
- 1947 — Холостяк и девчонка[англ.] / The Bachelor and the Bobby-Soxer — мистер Митуик, директор школы
- 1948 — Если бы ты знал Сюзи[англ.] / If You Knew Susie — Прингл
- 1948 — Летний выходной[англ.] / Summer Holiday — мистер Липска
- 1948 — Моя дорогая секретарша[англ.] / My Dear Secretary — мистер Килбрайд
- 1950 — Невадец[англ.] / The Nevadan — управляющий банка «Красный песок»
- 1950 — Когда Вилли возвращался домой / When Willie Comes Marching Home — мистер Феттлз
- 1951 — Жених возвращается / Here Comes the Groom — Касик
- 1953 — Я люблю Мелвина[англ.] / I Love Melvin — мистер Праути, аптекарь
- 1953 — Сердечные дела Доби Гиллиса[англ.] / The Affairs of Dobie Gillis — декан
- 1954 — Звезда родилась / A Star Is Born — Paymaster
- 1956 — Дружеское увещевание / Friendly Persuasion — Коуп
- 1958 — Тайна средней школы[англ.] / High School Confidential — У. О. Робинсон, директор школы

### Телевидение
- 1952—1953 — Приключения «Дикого» Билла Хикока[англ.] / The Adventures of Wild Bill Hickok — разные роли (в 2 эпизодах)
- 1953 — Театр Форда[англ.] / Ford Theatre — мистер Трэгер, ростовщик (в эпизоде It Happened in a Pawn Shop)
- 1953 — Моя маленькая Марджи[англ.] / My Little Margie — мистер Кэрратерс (в эпизоде Hillbilly Margie)
- 1954 — Шоу Эбботта и Костелло[англ.] / The Abbott and Costello Show — Джонс (в эпизоде Beauty Contest)
- 1955 — Одинокий рейнджер[англ.] / The Lone Ranger — мистер Холстед (в эпизоде Heritage of Treason[англ.])
- 1955 — Театр General Electric[англ.] / General Electric Theater — соцработник (в эпизоде Prosper's Old Mother)
- 1957 — Как выйти замуж за миллионера[англ.] / How to Marry a Millionaire — мистер Симмонс (в эпизоде To Hock or Not to Hock)